# 4-variedad
En la topología, una 4-variedad es una variedad topológica de 4 dimensiones. Una 4-variedad diferenciable es una 4-variedad con una estructura diferenciable. En dimensión 4 hay un notable contraste con dimensiones más bajas, las categorías topológicas y diferenciables no son equivalentes. Es decir, hay 4-variedades que no admiten estructuras diferenciables y otras que admiten varias. Hay 4-variedades que son homeomorfas pero no difeomorfas.
- Datos: Q2566544